# 용인 화산리 요지
용인 화산리 요지는 대한민국 경기도 용인시 처인구 이동읍 화산리에 있는 요지이다. 1990년 11월 22일 용인시의 향토문화재 제20호로 지정되었다.